# كلايتون سيلفا
كلايتون سيلفا هو لاعب كرة قدم برازيلي في مركز نصف الجناح، ولد في 3 فبراير 1987 في ساو جيرالدو دا بيدادي في البرازيل. لعب مع موانغتونغ يونايتد ونادي بوليس تيرو.

## وصلات خارجية
- كلايتون سيلفا على موقع قاعدة بيانات كرة القدم.إي يو (الإنجليزية)
- كلايتون سيلفا على موقع Soccerway.com (الإنجليزية)
- كلايتون سيلفا على موقع عالم كرة القدم.نت (الإنجليزية)